# كارستن لينكه
كارستن لينكه (بالألمانية: Carsten Linke)‏ (19 سبتمبر 1965 في ألمانيا - ) هو لاعب كرة قدم ألماني في مركز الدفاع. لعب مع هانوفر 96 ونادي هامبورغ 08 وVfB Oldenburg ‏.

## وصلات خارجية
- كارستن لينكه على موقع قاعدة بيانات كرة القدم.إي يو (الإنجليزية)
- كارستن لينكه على موقع بيانات كرة القدم. دي إي (الألمانية)